# フォトラ・コロナ

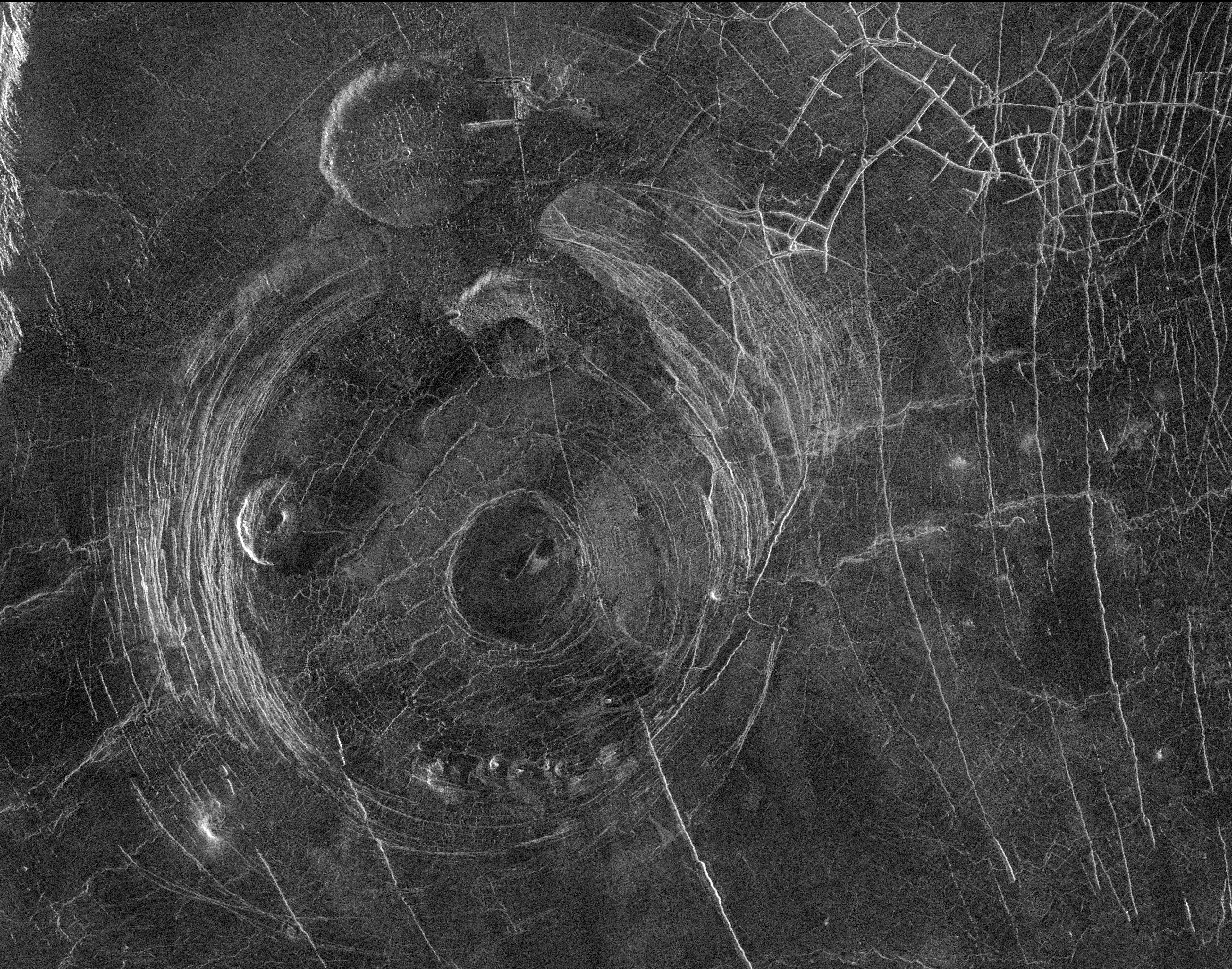
金星上のフォトラ・コロナのレーダー画像

フォトラ・コロナ（英語: Fotla Corona）またはフォドラ・コロナと呼ばれているのは、金星のヌソメカ平原（Nsomeka Planitia）にある直径150キロメートル（93マイル）のコロナ地形である（南緯：58.5度、東経：163.5度）。ケルト神話の豊穣の女神フォドラ（英語名：フォトラ）から、名付けられている。

## 概要
フォトラ・コロナは、西の部分でコロナと交差する線に沿って整列した、北から南に向かってサイズが小さくなる、3つのパンケーキ状ドーム（Pancake dome：北で最大のものは直径約35 km）を含むさまざまな構造を示す。かなり複雑な破砕ネットワークが北東に見える。これは、他の火山構造の中でも、おそらく既存の割れ目からの溶岩の噴出が原因で、上にある土地の崩壊につながっている。
コロナの周囲の南部に沿った一連の火山ドームが見え、地層の中央には滑らかな陸地、おそらく最近の溶岩が見える。これらの観察結果は、コロナの発生における火山活動の中心的な役割を浮き彫りにしている。

## 参照項目
- 惑星地質学
- コロナ地形
- 金星のコロナ地形一覧